# Jose Iacobescu
Jose Iacobescu (n. 18 nov 1932, București - d. iulie 2025) a fost un inginer român cunoscut pentru implicarea în mediul de afaceri privind cooperare economică internațională. A fost și unul dintre liderii comunității evreiești din România.

## Biografie
S-a născut în 1932 la București într-o familie modestă de evrei marcată de lipsuri materiale și suferințele perioadei.  După liceu a urmat Școala Tehnică de Chimie apoi studii universitare în inginerie auto la Universitatea Militară. Viața sa profesională s-a concentrat apoi pe producția de autovehicule.  Între 1962 și 1990 a fost proiectant principal, șef grupă tehnologie și apoi șef secție producție la Uzina „Autobuzul” București (UAB).
După 1990 a contribuit la creșterea cooperării economice internaționale. Astfel a fondat prima Cameră de Comerț Bilateral din România: Camera de Comerț Bilaterală România-Israel. A fost președinte fondator al Uniunii Camerelor de Comerț Bilaterale din România și a Camerei de Comerț și Industrie România-Israel. A fost președinte al Camerei de Comerț Bilaterale România – Liechtenstein și al Camerei de Comerț și Industrie România – Monaco.
A fost activ și în comunitatea evreiască fiind președinte de onoare al Forumului B’nai Brith România și membru al Consiliului de Conducere al Federației Comunităților Evreiești din România.
Potrivit CNSAS nu a fost agent sau colaborator al Securității.

## Publicații
Vopsirea în industria constructoare de mașini, Editura Tehnica, București, 1968 - Dan Popovici, Jose Iacobescu

## Distincții
- Ordinul Național „Serviciul Credincios” în grad de Cavaler (2019)[3]
- Ordinul „Meritul Industrial și Comercial” în grad de Cavaler (2009)
- Membru de onoare al Camerei de Comerț și Industrie a României, „Purtător al insignei de aur”
- Premiul de Excelență „Celebritatea Anului în Diplomația Afacerilor” (2009)
- „Management Award” acordat de Institutul pentru Opinie Publică din Israel (1998)
- Premiul pentru contribuția la Dezvoltarea Cooperării Economice între România și Israel, acordat de Ambasada României în Israel (1996)
- Medalia Muncii (1982)